# Dorota Całka
Dorota Agnieszka Całka (ur. 1976) – działaczka społeczna, socjolog, przedsiębiorca, instruktorka harcerska w stopniu harcmistrzyni, członkini władz naczelnych Związku Harcerstwa Polskiego.
Absolwentka Instytutu Stosowanych Nauk Społecznych Uniwersytetu Warszawskiego, studiów podyplomowych public relations UW i PAN oraz studiów doktoranckich na Wydziale Zarządzania UW.
Związana z Hufcem Warszawa-Mokotów, w którym była drużynową drużyny zuchowej i drużyny harcerek, komendantką szczepu, członkinią komendy hufca, szefową kształcenia i członkinią hufcowej komisji stopni instruktorskich. Obecnie jest członkinią sądu harcerskiego hufca i przewodniczącą kapituły honorowej nakładki na plakietkę hufca. W 2004–2008 była członkinią Sądu Harcerskiego Chorągwi Stołecznej ZHP. W 2005 była komendantką Rajdu Arsenał i kandydowała na funkcję Naczelnika ZHP.
Działała w ruchu programowo-metodycznym Całym Życiem, była jego wiceprzewodniczącą, a w latach 2006–2007 – przewodniczącą.
W okresie 2007–2008 pełniła funkcję zastępczyni naczelnika ZHP ds. programu i wizerunku, a następnie szefowej zespołu harcmistrzowskiego Wydziału Pracy z Kadrą Głównej Kwatery ZHP. Członkini Komendy Letniej Akcji Szkoleniowej 2010, komendantka Zlotu Harcmistrzów 2011. Współtwórczyni programu kształcenia harcmistrzowskiego „Cogito” – komendantka czterech edycji kursów harcmistrzowskich „Cogito” (2010, 2013–2015) i innych kursów instruktorskich oraz kursów z zakresu promocji.
W 2013–2017 członkini Rady Naczelnej ZHP, w której była przewodniczącą komisji ds. pracy z kadrą. Współautorka zmian w systemie stopni instruktorskich. Na XL Zjeździe ZHP w 2017 wybrana wiceprzewodniczącą ZHP.
Autorka artykułów o harcerstwie w miesięczniku pedagogicznym „Nowa Szkoła”.
Przedsiębiorca, specjalista ds. marketingu i public relations. W latach 2001–2005 dyrektor marketingu i public relations sieci sklepów detalicznych dla dzieci, następnie prezes zarządu agencji reklamowej, wraz z mężem prowadzi własną firmę z zakresu usług marketingowych i działań e-commerce.
Odznaczona Srebrnym Krzyżem „Za Zasługi dla ZHP” i Złotym Krzyżem „Za Zasługi dla ZHP”.